# Герань голостебельна
Герань голостебельна (Geránium gymnocáulon) — трав'яниста рослина, вид роду Герань (Geranium) родини Геранієві (Geraniaceae).

## Ботанічний опис
Багаторічна трав'яниста рослина з вертикальним кореневищем. Прикореневе листя зазвичай у числі 5-10, стебло часто єдине. Стебло висхідне, 15-30 см заввишки, у верхній частині з коротким притиснутим опушенням, знизу зовсім голий, з листям тільки у верхній частині, зазвичай мало гілкується. Прикореневе листя в обрисі п'ятикутне, майже повністю розсічене на ромбічні частки, у свою чергу роздільне, з ланцетними часточками. Верхня сторона листя гола, нижня — по жилках із тонким опушенням. Черешки до 20 см завдовжки. Стеблові листки дрібні, не до кінця п'ятироздільні до трьохроздільних.
Квітки інтенсивно-фіолетові, пелюстки до 2 см завдовжки, на верхівці виїмчасті до майже дволопатевих. Чашолистки 7-10 мм довжиною, на верхівці з остюком до 3 мм, по краях волосисті. Квітконоси 3-5 см завдовжки, з коротким опушенням. Квітконіжки згруповані по дві, близько 1 см завдовжки.

## Розповсюдження
Зустрічається на Південно-Західному Кавказі та у Північно-Східній Туреччині. Луговий альпійський та субальпійський вигляд.

## Таксономія та систематика

### Синоніми
- Geranium amethystinum Ledeb. ex Nordm., 1837
- Geranium ibericum var. brachytrichum Boiss., 1867